# Karin Oberhoferová
Karin Oberhoferová, nepřechýleně Karin Oberhofer (* 3. listopadu 1985 Brixen), je italská biatlonistka, bronzová medailistka ze Zimních olympijských her 2014 ve smíšeném štafetovém závodě. Na mistrovství světa 2013 v Novém Městě na Moravě vybojovala spolu s Dorotheou Wiererovou, Nicole Gontierovou a Michelou Ponzaovou bronzovou medaili v ženském štafetovém závodě. Na Mistrovství světa v biatlonu 2015 ve finském Kontiolahti nejprve obhájila s ženskou štafetou bronzové medaile a poté ještě přidala v závodu s hromadným startem medaili stejného kovu. Ve světovém poháru nikdy nevybojovala žádný titul, v individuálním závodě obsadila nejlépe druhé místo. Itálii reprezentovala také na Zimních olympijských hrách 2010 ve Vancouveru, kde se ale medailově neprosadila.
Ve světovém poháru skončila individuálně nejlépe na 2. pozici ve sprintu v rakouském Hochfilzenu v sezóně 2014/15. Spolu s Italkami Lisou Vittozziovou, Federicou Sanfilippovou a Dorotheou Wiererovou dokázala během podniku světového poháru v rakouském Hochfilzenu v sezóně 2015/16 zvítězit v ženské štafetě.

## Výsledky

### Olympijské hry a mistrovství světa
| Sezóna  | D   | Místo                | SP  | SZ  | HZ  | IZ  | ŠT  | SŠT | Věk    |
| ------- | --- | -------------------- | --- | --- | --- | --- | --- | --- | ------ |
| 2006/07 | MS  | Anterselva           | 47. | 46. | –   | 75. | –   | 8.  | 21 let |
| 2009/10 | ZOH | Vancouver            | 47. | 53. | –   | 75. | 11. | –   | 24 let |
| 2009/10 | MS  | Chanty-Mansijsk      | –   | –   | –   | –   | –   | 8.  | 24 let |
| 2010/11 | MS  | Chanty-Mansijsk      | 49. | DNS | –   | 15. | 4.  | –   | 25 let |
| 2012/13 | MS  | Nové Město na Moravě | 29. | 26. | 20. | 29. | 3.  | 4.  | 27 let |
| 2013/14 | ZOH | Soči                 | 4.  | 8.  | 13. | 14. | 5.  | 3.  | 28 let |
| 2014/15 | MS  | Kontiolahti          | 30. | 40. | 3.  | 17. | 3.  | 7.  | 29 let |
| 2015/16 | MS  | Oslo                 | 36. | 31. | –   | 26. | 7.  | 8.  | 30 let |

Poznámka: Výsledky z mistrovství světa se započítávají do celkového hodnocení světového poháru, výsledky z olympijských her se dříve započítávaly, od olympijských her v Soči se nezapočítávají.

### Juniorská mistrovství
| Sezóna  | D   | Místo        | SP  | SZ  | IZ  | ŠT  | Věk    |
| ------- | --- | ------------ | --- | --- | --- | --- | ------ |
| 2004/05 | MSJ | Kontiolahti  | 31. | 40. | 26. | 14. | 19 let |
| 2005/06 | MSJ | Presque Isle | 14. | 25. | 13. | 5.  | 20 let |

## Vítězství v závodech světové poháru

### Kolektivní
| Datum:            | Místo:               | Disciplína: |
| ----------------- | -------------------- | ----------- |
| 13. prosince 2015 | Hochfilzen, Rakousko | štafeta     |

#### Profily
- (německy), (italsky) Oficiální webové stránky Karin Oberhoferové
- Karin Oberhoferová v databázi Mezinárodní biatlonové unie (anglicky)
- (anglicky) Profil Karin Oberhoferové[nedostupný zdroj] na stránkách FischerSports.com
- Karin Oberhoferová v databázi Olympedia (anglicky)